# مخزن سد ووتکینسک
مخزن سد ووتکینسک (انگلیسی: Votkinsk Reservoir) یک مخزن سد در سرزمین پرم کشور روسیه است.